# 난카이 해곡 지진 평가검토회

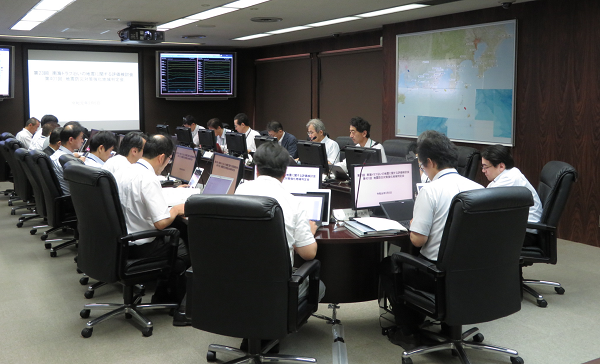
난카이 해곡 지진 평가검토회

난카이 해곡 지진 평가검토회(일본어: 南海トラフ沿いの地震に関する評価検討会)는 일본 기상청에 설치된 지진 전문가의 회이다. 한때는 지진방재대책강화지역판정회(일본어: 地震防災対策強化地域判定会)라는 명칭이었다. 회장은 히라타 나오시 도쿄대 명예 교수이다.
평가검토회는 난카이 해곡 거대지진의 발생이 우려되고 있는 서일본의 지각 변동을 감시하고 있어, 거대 지진이 발생할 가능성이 있다고 판단되면, "난카이 해곡 지진 임시 정보"를 발표한다.